# Narew (wieś)
Narew – wieś w Polsce, położona w województwie podlaskim, w powiecie hajnowskim, w gminie Narew, około 20 km na północ od Hajnówki, 25 km na północny wschód od Bielska Podlaskiego, 35 km na południe od Białegostoku, na lewym brzegu rzeki Narew, przy drodze wojewódzkiej nr 685. Siedziba gminy Narew.
W latach 1975–1998 wieś administracyjnie należała do województwa białostockiego.
Narew to dawne miasto królewskie, założone na prawie chełmińskim w 1514 roku. Położone było w starostwie narewskim w ziemi bielskiej województwa podlaskiego w 1795 roku. Obecnie Narew nie posiada praw miejskich – utraciła je w 1934 roku w wyniku upadku gospodarczego miasta w XIX wieku.

## Integralne części wsi
| SIMC    | Nazwa   | Rodzaj    |
| ------- | ------- | --------- |
| 0036280 | Glinica | część wsi |
| 0036297 | Piaski  | część wsi |
| 0036305 | Popiele | część wsi |

## Historia
Niektóre z zamieszczonych tu informacji wymagają weryfikacji.
Dokładniejsze informacje o tym, co należy poprawić, być może znajdują się w dyskusji tej sekcji.
 Po wyeliminowaniu niedoskonałości należy usunąć szablon {{Dopracować}} z tej sekcji.

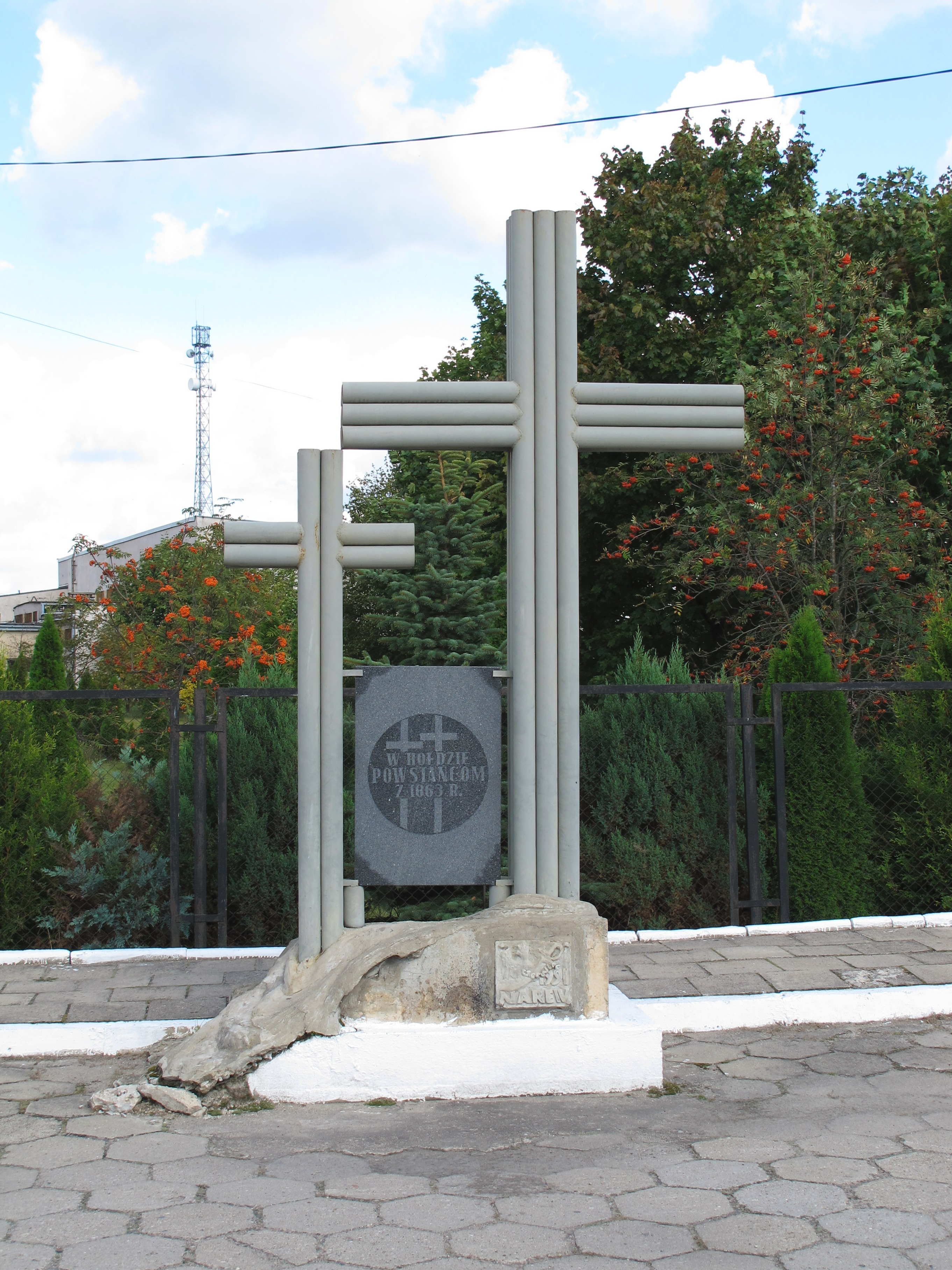
Pomnik upamiętniający powstańców styczniowych

- 1282 – pierwsza wzmianka o osadzie Narew
- 1421 – założenie wsi przez mieszczan bielskich jako osady portowej w okolicy istniejących wcześniej osad.
- 27 czerwca 1514 – nadane zostało prawo chełmińskie na mocy przywileju nadanego przez króla Zygmunta I i tym samym nadano prawa miejskie. Lokacją miał się zająć wojewoda połocki Olbracht Gasztołd.
- 1529 – Narew otrzymała od starosty bielskiego Olbrachta Gasztołda prawa miejskie na prawie magdeburskim. Miejscowość pełniła również rolę stacji postojowej przeznaczonej dla władców podróżujących między Koroną a Litwą. Miasto rozwijało się dynamicznie aż do końca XVII wieku.
- 1533 – wykupienie ziemi bielskiej wraz z Narwią przez królową Bonę od Olbrachta Gasztołda
- 1554 – w mieście przebywał król Zygmunt August
- 1555 – potwierdzenie przywilejów miejskich
- 1558 – w mieście przebywała z królewnami królowa Bona. (data do poprawy, Bona zmarła w 1557).
- 5 grudnia 1576 – potwierdzenie przywilejów przez króla Stefana Batorego. Miasto liczy 178 domów.
- 1580 – w mieście przebywał król Stefan Batory
- 1582 – w mieście ponownie przebywał król Stefan Batory
- 1616 – w mieście było 135 rzemieślników
- 1650 – wybudowanie trójczłonowego mostu na rzece Narew
- 1665 – odbudowanie jednego członu mostu na polecenie króla Jana Kazimierza
- XVII wiek – potop szwedzki i upadek miasta; do dziś nie odzyskało ono pierwotnego znaczenia
- 1767 – potwierdzenie przywilejów przez króla Stanisława Augusta
- XVIII wiek – zarządzenia Stanisława Augusta o ochronie Puszczy Białowieskiej – załamanie gospodarki miejskiej
- 1807–1915 – Narew jest pod zaborem rosyjskim
- 1934 – utrata praw miejskich
- 1939 – okupacja niemiecka, następnie radziecka
- 1941 – ponowna okupacja niemiecka; wymordowanie przez Niemców pod Waśkami 43 mieszkańców Narwi (31 lipca)
- wrzesień 1941 – utworzenie przez Niemców getta dla ludności żydowskiej[7]. Przebywało w nim ok. 600 osób[7]. Getto zostało zlikwidowane 2 listopada 1942, a jego mieszkańców wywieziono do getta w Bielsku Podlaskim[7].
- 1944 – Narew zajmuje Armia Czerwona
- marzec 1945 – Narew zajmuje oddział V Brygady Wileńskiej AK pod dowództwem mjr. Zygmunta Szendzielarza „Łupaszki”, starcia z NKWD, KBW, UB i MO.
- 1974 – spłonęła drewniana synagoga
- 1989 – rozpoczyna działalność firma Pronar

## Zabytki

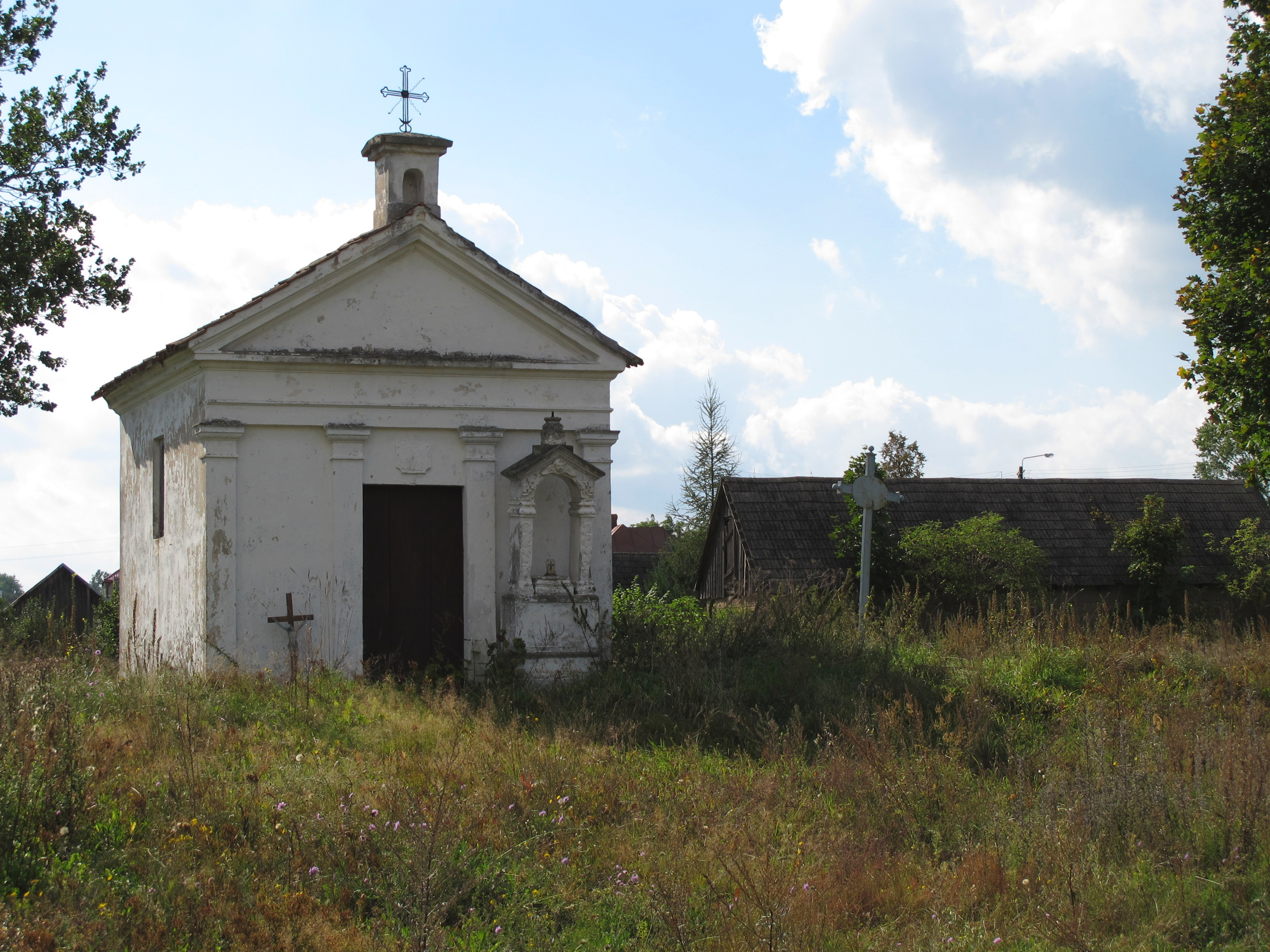
Kaplica cmentarna pw. św. Wincentego

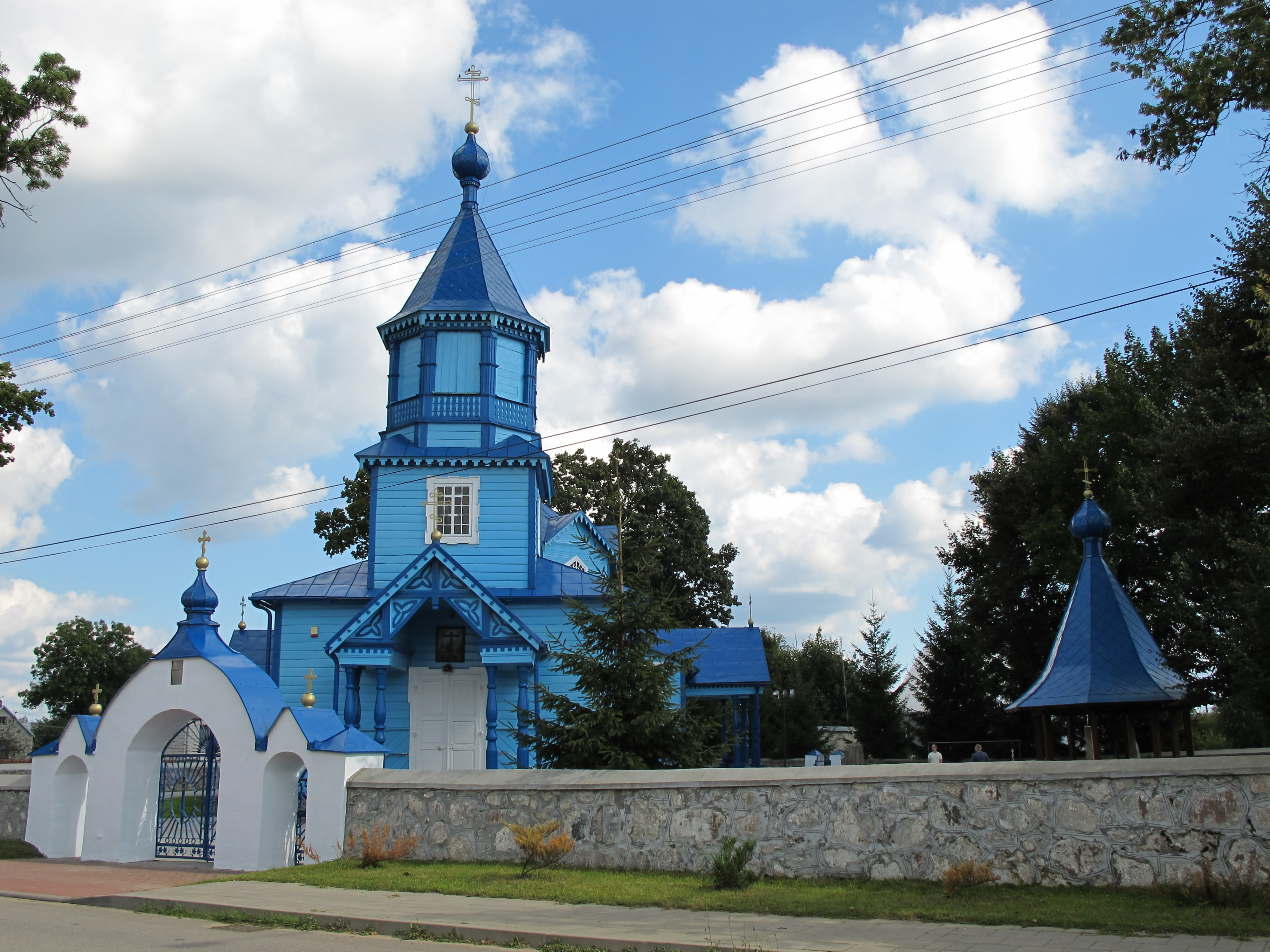
Cerkiew pw. Podwyższenia Krzyża Świętego

- Układ przestrzenny z XVI wieku, nr rej.:510 z 22 grudnia 1981
- Cmentarz prawosławny z XVIII wieku
- Drewniany parafialny kościół rzymskokatolicki pw. św. Stanisława bp. i Wniebowzięcia Najświętszej Maryi Panny z 1775 r. przebudowa fasady 1853–1882, nr rej.: 334 z 18 lutego 1971
- Drewniana dzwonnica z 1772 roku, nr rej.:413 z 12 grudnia 1977
- Cmentarz rzymskokatolicki z XIX w., nr rej.: A-101 z 29 grudnia 1982
- Kaplica cmentarna rzymskokatolicka pw. św. Wincentego, murowana z lat 1840 – 1848
- Drewniana parafialna cerkiew prawosławna pw. Podwyższenia Krzyża Świętego z 1882 roku, częściowo spalona w 1990, nr rej.:746 z 31 grudnia 1990
- Dom parafialny z pocz. XX w.
- Drewniana zabudowa z końca XIX i pocz. XX w.
- Kaplica cmentarna pw. MB Kazańskiej z 2001, murowana, zbudowana na wzór drewnianej świątyni pounickiej z 1726, przeniesionej na obecne miejsce ze starego cmentarza w 1993 i całkowicie zniszczonej przez pożar (podpalenie) w 2000
- Cmentarz żydowski z końca XIX w.

## Demografia
Rosyjski komitet statystyczny podawał, że Narew w 1857 roku zamieszkiwały 984 osoby. 533 osoby były wyznania prawosławnego, 309 rzymskokatolickiego, a tylko 152 mojżeszowego.
Według spisu ludności z 30 września 1921 roku w Narwi zamieszkiwały 963 osoby w 174 domach, 568 osób podało narodowość polską, 51 – białoruską, 344 – żydowską. 307 osób było wyznania rzymskokatolickiego, 237 – wyznania prawosławnego, 419 – mojżeszowego.

## Kościoły

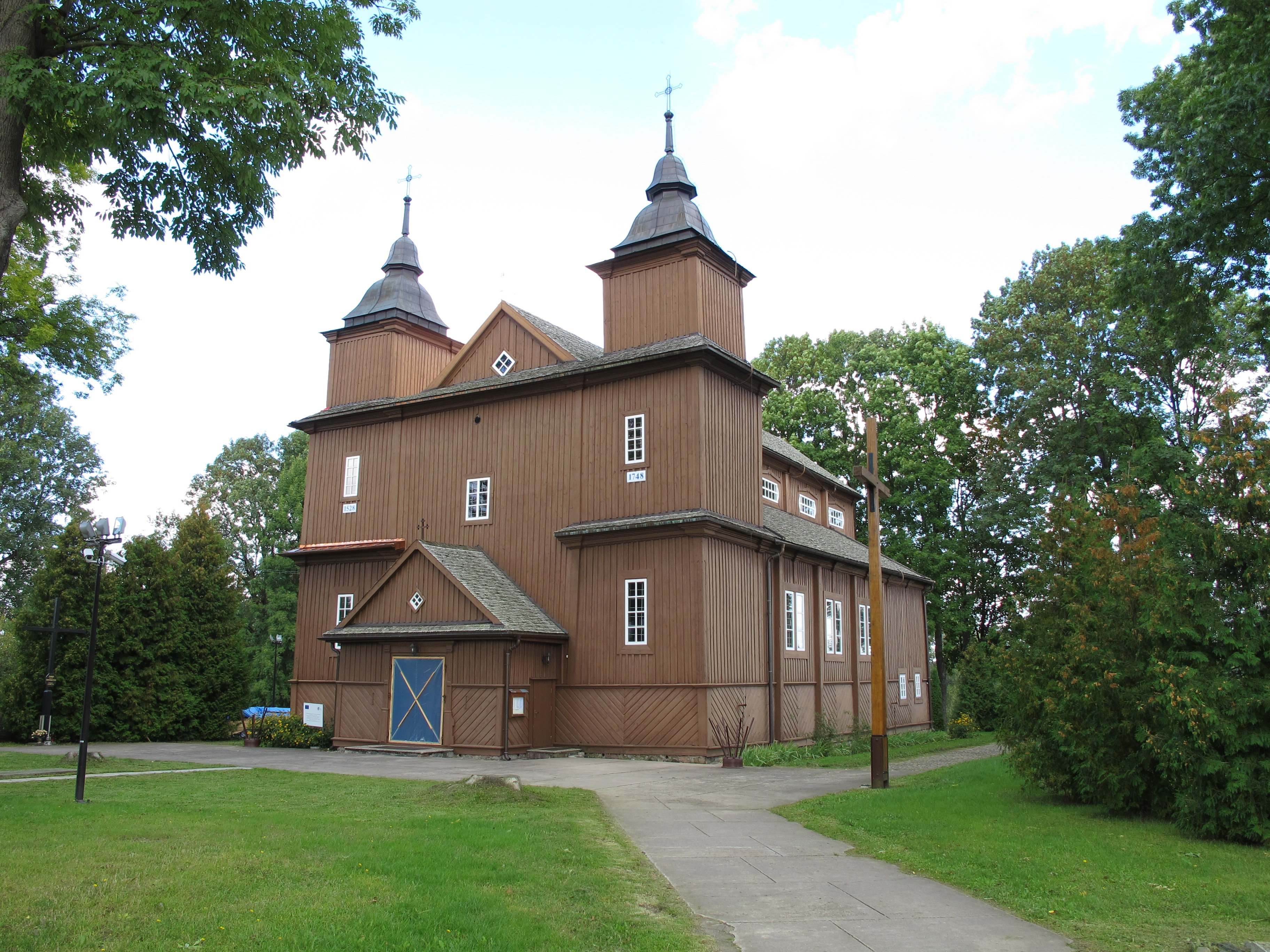
Kościół pw. Wniebowzięcia Najświętszej Maryi Panny i św. Stanisława Biskupa i Męczennika

Na terenie wsi działalność duszpasterską prowadzą następujące kościoły:
- Polski Autokefaliczny Kościół Prawosławny
  - Parafia Podwyższenia Krzyża Pańskiego[10]
- Kościół Rzymskokatolicki
  - Parafia Wniebowzięcia Najświętszej Maryi Panny i św. Stanisława Biskupa i Męczennika[11]
- Kościół Chrześcijan Baptystów:
  - Zbór Kościoła Chrześcijan Baptystów w Narwi[12]

## Znane osoby
W Narwi urodzili się dwaj biskupi Polskiego Autokefalicznego Kościoła Prawosławnego: arcybiskup Abel, ordynariusz diecezji lubelsko-chełmskiej i arcybiskup Jakub, ordynariusz diecezji białostocko-gdańskiej.